# (496) Gryphia
(496) Gryphia est un astéroïde de la ceinture principale découvert par Max Wolf le 25 octobre 1902.
Il a une période de rotation très longue de plus de 44 jours.

## Nom
Il fut nommé en l'honneur de la ville allemande  de Greifswald et de son université. « Gryphia » est la forme féminine de la figure héraldique de la ville, le griffon (gryps ou gryphus en latin ; « Greifswald » signifie littéralement « Forêt du griffon »).
D'autres sources considèrent que ce nom est considéré comme une référence au poète baroque allemand Andreas Gryphius,